# Tournoi World Cup du Caire
Le Tournoi World Cup du Caire est une compétition de judo organisée au Caire en Égypte. Une seule édition a été organisée en mai 2010.

## Palmarès Hommes
| World Cup | World Cup  | World Cup            | World Cup    | World Cup      | World Cup       | World Cup     | World Cup        |
| Année     | -60 kg     | -66 kg               | -73 kg       | -81 kg         | -90 kg          | -100 kg       | +100 kg          |
| --------- | ---------- | -------------------- | ------------ | -------------- | --------------- | ------------- | ---------------- |
| 2010      | He Yunlong | Kamal Khan-Magomedov | Rasul Boqiev | Elnur Mammadli | Kirill Voprosov | Thierry Fabre | Islam El Shehaby |

## Palmarès Femmes
| World Cup | World Cup           | World Cup      | World Cup  | World Cup             | World Cup    | World Cup         | World Cup         |
| Année     | -48 kg              | -52 kg         | -57 kg     | -63 kg                | -70 kg       | -78 kg            | +78 kg            |
| --------- | ------------------- | -------------- | ---------- | --------------------- | ------------ | ----------------- | ----------------- |
| 2010      | Natalia Kondratieva | Marine Richard | Sarah Loko | Munkhzaya Tsedevsuren | Linda Bolder | Maryna Pryshchepa | Marina Prokofieva |